# Última Hora (Venezuela)
Última Hora es un medio de comunicación impreso venezolano de circulación regional asentado en la ciudad de Acarigua, estado Portuguesa

## Historia
El medio fue fundado el 30 de octubre de 1974, por el empresario Local Juan Romero, quien ya en la época vislumbraba la necesidad que tenía la entidad de un medio de esa naturaleza y de diaria periodicidad, que llenase los vacíos informativos dejados por los semanarios (El Imparcial y Campo Abierto), que para entonces hacían vida en esa ciudad.  
Desde sus inicios Última Hora se proyectó como un medio de comunicación eficiente, sin embargo, no es sino hasta que don Ruvico Ramírez González asume la dirección de la casa editorial, cuando la empresa adquiere objetivos más elevados y la maquinaria gráfica necesaria para alcanzarlos, otorgándole una alta presencia en la región y convirtiéndose en el “primer diario” para tres generaciones de portugueseños que ávidos de información lo prefieren.  
Los cambios tecnológicos que la industria gráfica protagonizó durante los últimos 50 años han sido adoptados, uno a uno en este prestigioso rotativo de la región centroccidental de Venezuela, pasando del formato estándar al de tabloide amplio durante el último cuarto del siglo pasado, haciéndose más accesible y portable, llegando a vender, en su punto más alto 26 000 ejemplares diarios, con una paginación de 48.
Actualmente el medio de comunicación es dirigido por Néstor Ramírez Paz, y su objetivo sigue siendo el de estar al servicio de la colectividad, convirtiéndose en reflejo de todos sus acontecimientos, y palestra pública para exaltar las labores en favor del crecimiento y el impulso agropecuario e industrial del estado. Esa determinación le ha valido a Última Hora haber sido galardonado con el Premio Nacional de Periodismo.  
El rotativo tiene su sede principal en el edificio Última Hora, ubicado en la avenida Eduardo Chollet Boada, en el sector Capuchino, frente a la terminal de pasajeros de la ciudad de Acarigua, y cuenta además con corresponsalías y receptorías en las ciudades de Guanare, Barquisimeto y Caracas.

## Situación actual
Desde la toma del poder político por parte de Hugo Chávez, en 1999, las instituciones y entes gubernamentales iniciaron en el país una serie de movimientos tácticos entre los que se destacan la creación de leyes como la llamada “de Responsabilidad Social en Radio y Televisión” (RESORTE), la modificación de Ley Orgánica de Telecomunicaciones, entre otras, con el objetivo fundamental de controlar los contenidos difundidos a través de los medios de comunicación, limitando el ejercicio de las libertades de prensa y expresión y, suministrándose un marco aparentemente legal para acallarlos o silenciarlos para siempre a través del cierre y la confiscación de aparatos y derechos de uso de los respectivos segmentos del espectro radioeléctrico nacional.
La crisis económica venezolana, desatada desde mediados de 2012, desencadenó una nueva andanada gubernamental que pretende ocultar la realidad de lo que ocurre día a día en el país, y esa reprensión ha sido dirigida especialmente contra prensa escrita, que devino entre compras forzadas de diarios locales y nacionales por parte de grupos empresariales ligados al gobierno y a su partido y bajo operaciones mercantiles opacas en las que se han mantenido en el anonimato los nombres de los compradores y, a través de la Corporación Editorial Alfredo Maneiro, creada conforme Gaceta Oficial N° 40.168 del 16 de mayo de 2013, cuya función elemental es la de monopolizar el comercio del papel y demás insumos para la prensa, erigiéndose como un ente de censura por coacción, pues a los medios impresos que insisten en ser imparciales, como lo ordena la Constitución Nacional en su Artículo 58 (“La comunicación es libre y plural […] Toda persona tiene derecho a la información oportuna, veraz e imparcial, sin censura, de acuerdo con los principios de esta Constitución…”), se les niega la posibilidad de adquirir los insumos necesarios para su subsistencia.  

Última Hora, que se ha destacado desde sus primeros días por ser un diario profundamente ecuánime en el que las voces de todos los sectores políticos, empresariales, culturales, etcétera, tienen las puertas abiertas para la difusión de sus variopintas ideas, conceptos y visiones, ha sido duramente castigado, a tal punto que, el día de hoy, su paginación ha bajado a entre 16 y 24 páginas y su tiraje ha sido reducido al 20% de su capacidad operativa. 
- Datos: Q6175026